# Punat
Punat est un village et une municipalité située sur l'île de Krk, dans le comitat de Primorje-Gorski Kotar, en Croatie. Au recensement de 2001, la municipalité comptait 1 876 habitants, dont 91,04 % de Croates et le village seul comptait 1 784 habitants.

## Localités
La municipalité de Punat compte 2 localités : Punat et Stara Baška.